# 朱友徽
朱友徽（？—923年），五代十国後梁皇族，初代太祖皇帝朱全忠第七子。
907年，後梁建国後，朱全忠封朱友徽为建王。923年，後唐兵临城下前夕，他的四哥末帝朱友贞怀疑兄弟们叛乱，将朱友雍、朱友徽兄弟殺害。

## 延伸阅读
[在维基数据编辑]
 《舊五代史·卷12》，出自薛居正《舊五代史》

## 相关传记
1. ↑  《资治通鉴》卷272·后唐纪一：初，梁陕州节度使邵王友诲，全昱之子也，性颖悟，人心多向之。或言其诱致禁军欲为乱，梁主召还，与其兄友谅、友能并幽于别第。及唐师将至，梁主疑诸兄弟乘危谋乱，并皇弟贺王友雍、建王友徽尽杀之。

- 《旧五代史》梁书卷十二 宗室列传二
- 《新五代史》梁书卷十三 梁家人传第一